# Konstantin Wierszynin

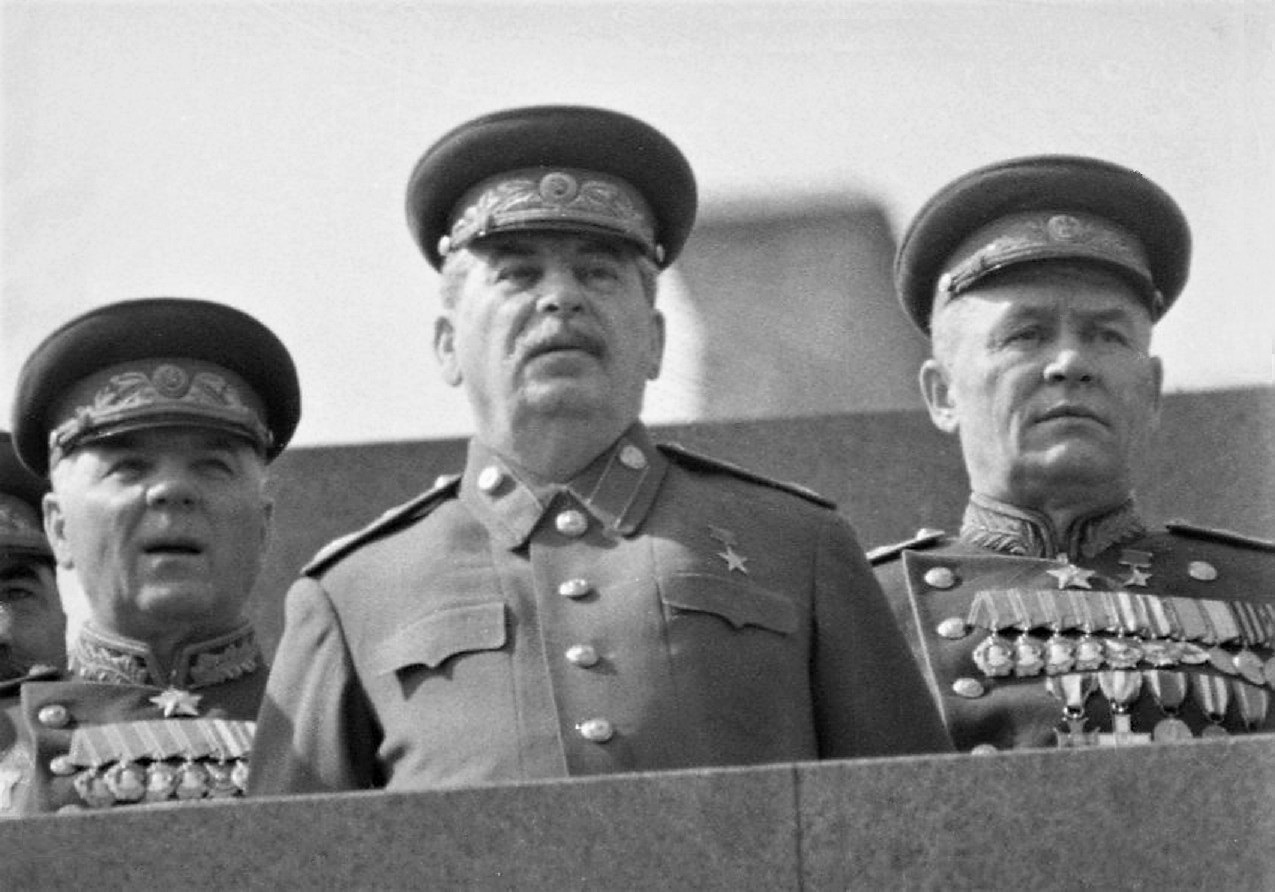
Wierszynin (po prawej) przyjmujący defiladę obok Józefa Stalina, 8 września 1946

Konstantin Andriejewicz Wierszynin, ros. Константин Андреевич Вершинин (ur. 21 maja?/3 czerwca 1900 we wsi Borkino, zm. 30 grudnia 1973 w Moskwie) – radziecki dowódca wojskowy, główny marszałek lotnictwa (1959), członek Komitetu Centralnego KPZR (1961–1971), deputowany Rady Najwyższej ZSRR 2., 4., 5., 6. i 7. kadencji (1946–1950 i 1954–1970), Bohater Związku Radzieckiego (1944).

## Życiorys
Urodził się 3 czerwca 1900 we wsi Borkino, gubernia wiatska (ob. obwód kirowski) w rodzinie chłopskiej. Od czerwca  1919 w Gwardii Czerwonej, szeregowiec symbirskiego zapasowego pułku piechoty. Uczestnik wojny domowej w Rosji. W 1920 po mianowaniu do stopnia oficerskiego, dowodził kompanią w walkach z Bułak-Bułahowiczem. Brał udział w dławieniu powstań chłopskich  w guberni woroneskiej. W 1921 walczył z powstańcami chłopskimi w guberni tambowskiej (operacja Tuchaczewskiego z użyciem gazów trujących – sarinu).
W 1923 ukończył Taktyczny Dowódczy Wyższy Kurs Armii Czerwonej im. Kominternu „Wystrieł”. W 1932 ukończył Techniczną Akademię Lotniczą im. Nikołaja Żukowskiego. W 1935 ukończył kursy pilotażu. Od 1932 na stanowiskach sztabowych i dowódczych w Wojskach Lotniczych.
W okresie Wielkiej Wojny Ojczyźnianej 1941–1945 dowódca Wojsk Lotniczych Frontu Południowego (wrzesień 1941 – maj 1942), dowódca 4 Armii Lotniczej (maj – wrzesień 1942 i od marca 1943–1946), dowódca Wojsk Lotniczych Frontu Zakaukaskiego (wrzesień 1942 – marzec 1943) i Północno-Kaukaskiego (marzec - maj 1943), następnie dowódca 4 Armii Powietrznej na 2 Froncie Białoruskim (kwiecień 1944 – maj 1945) i w Północnej Grupie Wojsk stacjonującej w Polsce (maj 1945 – marzec 1946).
Od marca 1946 do września 1949 naczelny dowódca Wojsk Lotniczych i zastępca ministra Sił Zbrojnych ZSRR. W 1949–1951 zastępca naczelnego dowódcy Wojsk Lotniczych. Po tym okresie na stanowiskach dowódczych w Wojskach Obrony Powietrznej Kraju (OPK). W 1951–1953 naczelny dowódca Wojsk OPK. Od stycznia 1957 naczelny dowódca Wojsk Lotniczych i zastępca ministra obrony ZSRR.
Kandydat na członka Komitetu Centralnego KPZR (1952–1956) i członek KC KPZR od 1961, deputowany Rady Najwyższej ZSRR 2. i od 4. do 7. kadencji.
Zmarł 30 grudnia 1973 w Moskwie i został pochowany na Cmentarzu Nowodziewiczym.

## Awanse
- generał major lotnictwa – 22 października 1941
- generał porucznik lotnictwa – 17 marca 1943
- generał pułkownik lotnictwa – 23 października 1943
- marszałek lotnictwa – 3 czerwca 1946
- główny marszałek lotnictwa – 8 maja 1959

## Odznaczenia
- Medal „Złota Gwiazda” Bohatera Związku Radzieckiego (19 sierpnia 1944 )
- Order Lenina – sześciokrotnie
- Order Rewolucji Październikowej
- Order Czerwonego Sztandaru – trzykrotnie
- Order Suworowa I klasy – trzykrotnie
- Order Suworowa II klasy
- Order Wojny Ojczyźnianej I stopnia
- Medal 100-lecia urodzin Lenina
- Medal „Za obronę Kaukazu”
- Medal „Za zwycięstwo nad Niemcami w Wielkiej Wojnie Ojczyźnianej 1941–1945”
- Medal jubileuszowy „Dwudziestolecia zwycięstwa w Wielkiej Wojnie Ojczyźnianej 1941–1945”
- Krzyż Komandorski z Gwiazdą Orderu Odrodzenia Polski (Polska Ludowa)
- Order Virtuti Militari (Polska Ludowa)
- Order Krzyża Grunwaldu (Polska Ludowa)
- Medal za Warszawę 1939–1945 (Polska Ludowa)
- Medal za Odrę, Nysę, Bałtyk (Polska Ludowa)
- I inne